# Skala termometryczna
Skala termometryczna – skala temperatury, określona punktami podstawowymi skali (na przykład w skali Celsjusza są to punkty zamarzania i wrzenia wody destylowanej pod ciśnieniem 1 atm) i podzielona na określoną liczbę stopni.
Stosowane skale temperatury:
- skala Celsjusza
- skala Fahrenheita
- skala Kelvina
- skala Rankine’a

Obecnie rzadko stosowane:
- skala Réaumura
- skala Rømera
- skala Delisle’a
- skala Newtona.

Stosowana obecnie w układzie SI jest skala zwana International Temperature Scale of 1990 (ITS-90). Zdefiniowana metodami pomiaru w poszczególnych zakresach oraz punktach charakterystycznych. Skala używa jako jednostki kelwina.